# パプリカ (曲)
「パプリカ」（英: Paprika）は、小中学生の音楽ユニット「Foorin」（フーリン）の楽曲。作詞・作曲・編曲・プロデュースは米津玄師。
2018年8月15日にソニー・ミュージックレコーズからCDリリースされ、翌2019年に入ってロングヒットとなった。
ミュージック・ビデオの再生回数が1億回を超え、ダンス動画が数多く投稿されるなど、子供から大人まで幅広い年代にわたる社会現象となった。
第61回日本レコード大賞受賞曲。

## 概要
NHKが「2020年とその先の未来に向かって頑張っている全ての人を応援するプロジェクト」として開始した「〈NHK〉2020応援ソングプロジェクト」による応援ソングとして、米津の作詞・作曲、プロデュースにより制作された。東京オリンピック・パラリンピック競技大会組織委員会により「東京2020公認プログラム」として認証されている。

## 制作
「〈NHK〉2020応援ソングプロジェクト」の打診を受けた米津は、それまで制作してきた自身の楽曲は「わかりやすい応援ソング」と対極だったことから「果たして自分でいいのか」との疑問を抱きつつも、「それを作ることによって新たな場所に行けるのかな」と話を受けることを決意。与えられた「歌って踊れる応援ソング」「歌う人は自分以外の人間」「名の売れている人ではない」といったキーワードから、自分以外の名前の売れてないアーティストが歌う「子供たちが歌って踊れる応援ソング」をテーマに制作を開始した。
米津はこれまで「灰色と青」（菅田将暉）、「打上花火」（DAOKO）、「fogbound」（池田エライザ）などの提供楽曲はアーティストありきで制作してきたため、本楽曲を歌うアーティストが身近に思い浮かばなかったことからオーディションを実施。当初より小学生ユニットをプロデュースする発想はなかったものの、小学生から18歳くらいまで約150人が参加したオーディションでカラオケ風の歌い方や身振り手振りに染まらない子どもたちのほうが美しく魅力的に映ったことから、まずは無垢かつワイルドでいぶし銀な声質のひゅうが（吉田日向）と、優等生で度胸があり声質も良いもえの（住田萌乃）の対極的な2人を選出。続いて、自分の原体験の漫画やバンドで「5人くらいが一つのチームになって、いろんなキャラクターたちが相互作用を起こしていく」様子をイメージしつつ、「ルフィ海賊団」を選ぶようにメンバーのキャラクターを考えて残る3人（たける〈楢原嵩琉〉、りりこ〈池下リリコ〉、ちせ〈新津ちせ〉）の選考を進めていった。
オーディション時点で楽曲のデモや原型は一切なく、オーディションで選出した5人を通じて、米津が5人と同じ小学生だったころに徳島の山中にあった祖父母の家で、山で遊び回り、川で泳いだときの記憶を思い浮かべて自己投影をしていった。米津が小学生だったころに聴いていた、あらためて聴きなおすと決して子供におもねることなく制作者が面白いと感じるものをきっちり提示していた音楽に思いを馳せ、「果たして子供に歌えるんだろうか」「子供が歌うんだったらこのくらいにしておいたほうがいい」と子供におもねることなく、「27歳の自分がいいと思えるもの」をそのまま表現していった。子供のころから不信感、嫌悪感を抱いていたわかりやすい、壮大な応援ソングに対し、森で駆け回る子供たち、田舎の日常の中で遊ぶ子供たちの情景を描いた「小さな物語」が童謡、風土感、ノスタルジーなどを介しNHKという大きな背景で結果として拡大していくのが自身が作れる応援ソングであり、大人になった時に子供の頃この曲を歌っていたことを思い出して子供のときの自分に応援される「応援ソング」としている。
「ユニット名は仰々しい名前ではなく小さなものでいい」という発想から、からっとした感じがちょうどいいと、歌い踊る5人の姿を風鈴に例えて「Foorin」となった。曲名は語感に加えてパプリカそのものの持つポップさ、かわいさから「パプリカ」となり、特にわかりやすい意味はなく、子供向け絵本の中のどこか荒唐無稽なイマジネーションの世界のような、理論的な思考で説明できないようなところから音楽のエモーションが生まれるとしている。
メンバーのボイストレーニングはスタッフが担当し、米津はレコーディングより参加している。練習の成果と成長スピードの速さから、サビの「パプリ〜カ」の部分を指導した以外は特に直すところもなく、レコーディングは滞りなく終了した。振付はかねてより親交があり信頼を置く辻本知彦と菅原小春に依頼し、デモをもとに曲の説明した後、2人の思うようにと委ねられた。サビの「パプリ〜カ」の部分は「おばあちゃんでもこたつに入りながらできるように」など、「子どもからお年寄りの方まで踊れること」を意識して振付されている。「小さな空気感」を演出するため、ダンスレッスンにて密かに録音されたじゃんけんなどの会話の音声が曲の前後や曲間に用いられた。

## Foorin
Foorin（フーリン）は、「〈NHK〉2020応援ソングプロジェクト」による応援ソングの歌唱のためにオーディションによって選出された5人の小中学生男女で構成される混声ユニット。ユニット名は、グループの楽曲を手がける米津がメンバーの歌い踊る姿を風鈴に例えたことに由来する。
2019年12月には平均年齢11.2歳で「第61回日本レコード大賞」にて日本レコード大賞を受賞し、もえの、りりこ、ちせの3名は同賞史上初の小学生での受賞者に、また受賞時に9歳のちせは、史上最年少での同賞受賞者になった。また史上初めて、受賞者が全員21世紀生まれであった。
2021年9月27日、派生ユニットのFoorin team E、Foorin 楽団バージョンと共に解散した。

### 元メンバー
- ひゅうが（吉田日向） - メインボーカル
- もえの（住田萌乃） - メインボーカル
- たける（楢原嵩琉） - ダンス・コーラス
- りりこ（池下リリコ） - ダンス・コーラス
- ちせ（新津ちせ） - ダンス・コーラス

### 出演
- 沼にハマってきいてみた（2019年3月8日、NHK Eテレ）
- うたコン（2018年10月23日、2019年6月4日、NHK総合）
- ミュージックステーション（2019年6月14日、8月30日、10月18日、12月27日、2020年12月25日、テレビ朝日）
- ごごナマ（2019年5月1日、NHK総合）
- ノーサイド・ゲーム 第5話（2019年8月11日、TBSテレビ） - 試合の観客 役（エキストラ出演）[22]
- MTV VMAJ 2019 -THE LIVE-（2019年9月18日、STUDIO COAST）[23][注 6]
- ビットワールド（2019年11月8日、NHK Eテレ）
- ベストヒット歌謡祭2019（2019年11月13日、読売テレビ）[25]
- ABUソングフェスティバル in TOKYO（2019年11月19日、NHKホール）[26]
- 日テレ系音楽の祭典 ベストアーティスト 2019（2019年11月27日、日本テレビ）
- 2019 FNS歌謡祭 （2019年12月4日、フジテレビ）
- ミュージックステーションウルトラ SUPER LIVE 2019（2019年12月27日、テレビ朝日）
- 第61回輝く!日本レコード大賞（2019年12月30日、TBSテレビ・ラジオ）[10]
- みんなの卒業式（2020年3月24日、NHK総合）
- CDTV ライブ！ライブ！ （2020年3月30日、TBSテレビ）
- あさイチ（2020年5月19日、NHK総合）
- SONGS OF TOKYO FESTIVAL 2020（2021年1月3日、NHK総合）
- みんなのうた60フェス（2021年5月8日、NHK総合）
- THE MUSIC DAY（2021年7月3日、日本テレビ）
- あしたにたねをまこう!LIVE（2021年9月27日、NHK Eテレ）

#### 解散後の出演
- まさかの一丁目一番地（2024年12月30日、TBS）

### NHK紅白歌合戦出場歴（Foorinとして）
| 年度   | 放送回 | 回       | 曲目                                        | 備考                                                        |
| ------ | ------ | -------- | ------------------------------------------- | ----------------------------------------------------------- |
| 2018年 | 第69回 | 特別企画 | パプリカ                                    | 「夢のキッズショー〜平成、その先へ〜」のラストに歌唱        |
| 2019年 | 第70回 | 初       | パプリカ -紅白スペシャルバージョン- (2回目) | トップバッター 紅組歌手としては初出場 Foorin team Eとの共演 |
| 2020年 | 第71回 | 2        | パプリカ (3回目)                            | 紅組トップバッター（2）                                     |

## 作品展開

### 2018年
- NHKの2020応援ソングプロジェクトスタート。オーディションでひゅうが（吉田日向）、もえの（住田萌乃)、たける（楢原嵩琉）、りりこ（池下リリコ）、ちせ（新津ちせ）が選ばれる。
- 8月1日 - 9月30日、NHK『みんなのうた』の新曲枠 で「パプリカ」を放送、放送時間によって映像を2パターン同時放送する同番組で異例の放送形態となった[注 7]。しかし曲目発表が遅れたため、番組テキストの楽譜は次回号に掲載された。またこの期間は新津ちせの父・新海誠がアニメーションした『笑顔』も再放送枠で紹介、親子出演となった。
- 8月13日、「パプリカ」を配信リリース。
- 8月15日、「パプリカ」をCDとしてリリース。
- 12月31日、特別企画でFoorinが第69回NHK紅白歌合戦に出場。

### 2019年
- 11月16日、第61回日本レコード大賞の優秀作品賞（大賞ノミネート作品）受賞。
- 12月30日、第61回日本レコード大賞の大賞受賞。平均年齢11.2歳、メンバーの新津ちせの9歳はいずれも大賞受賞の最年少記録となり、松井珠理奈、岩田華怜（ともにAKB48）の記録である14歳を全員が下回った。
- 12月31日、第70回NHK紅白歌合戦にFoorinが歌手として初出場し、紅組トップバッターを務めた。派生ユニットのFoorin team Eとの共演。

### 2020年
- 12月31日、Foorinが第71回NHK紅白歌合戦に出場し、2年連続で紅組トップバッターを務めた（通算3度目の出場）。

### 2021年
- 7月19日、NHKは公式サイトでFoorinの活動を同年9月27日をもって終了することを発表。終了理由は『オリンピック・パラリンピックを応援する』という結成当初の目的が達成されたため。
- 9月27日、NHK Eテレで「あしたにたねをまこう!LIVE」が放送。メンバー全員が卒業した。2025年1月現在、NHKの公式YouTubeチャンネルとNHK for schoolには動画が残っている。

### 2024年
- 8月1日 - 9月30日、NHK『みんなのうた』の「パプリカ特別再放送枠」において、シシヤマザキのアニメによる「パプリカ ぼんおどり」を放送。ぼんおどりはあらた、あん、かれん、けいせい、ほまの5人の少年少女によるものだが、音源はFoorinのものと同じ。
- 12月31日、第75回NHK紅白歌合戦内の特別企画「放送100年 特別企画 『歌って踊ろう！ KIDS SHOW』」において、「紅白出演者有志」によりパプリカが披露される（キッズショーの企画としては2018年以来）。番組内ではFoorin歌唱の音源が使用されたがFoorinの5人は出演せず、あらた、あん、かれん、けいせい、ほまの5人が踊りを務めた。

## リリース
2018年8月13日0時からダウンロード並びにサブスクリプションにより先行リリース、8月15日にソニー・ミュージックレコーズのMASTERSIX FOUNDATIONレーベルより通常版とCD＋DVDの初回限定盤の2形態にてシングルリリースされた。
米津のライブ映像やミュージックビデオを手がける映像作家の加藤隆がジャケットのイラストを手がけている。初回限定盤は付属DVDに2種のミュージックビデオならびに振付担当の辻本知彦と菅原小春によるTeacher Video（教則ビデオ）を収録し、あわせてポスター型歌詞カードと『みんなのうた』の楽譜が付属する。
営利目的で発売できないことから、CD販売の収益や米津の印税などは日本スポーツ振興センター内の「スポーツ振興基金」へ寄付され、次世代アスリートの育成などに使われる。
リリース後はBillboard Japan Hot 100にてリリース週に23位を記録した後は100位圏外が長く続いていたが、2018年末の『第69回NHK紅白歌合戦』の企画コーナーへの出演をきっかけに人気に火が点き、2019年1月に圏外から一気にランクインして以降は音楽配信（ダウンロード、ストリーミング）、CD、カラオケと長期に渡ってチャートにランクインを続けるロングヒットとなっている。

### 収録内容
| 全作詞・作曲・編曲: 米津玄師。 |                                               |          |            |      |
| #                              | タイトル                                      | 作詞     | 作曲・編曲 | 時間 |
| 1.                             | 「パプリカ」(NHK「みんなのうた」タイアップ曲) | 米津玄師 | 米津玄師   | 3:28 |
| 2.                             | 「パプリカ（Instrumental）」                  | 米津玄師 | 米津玄師   | 3:16 |
| 合計時間:                      | 合計時間:                                     | 6:44     |            |      |

DVD（初回盤のみ収録）
| #  | タイトル                   | 作詞 | 作曲・編曲 |
| -- | -------------------------- | ---- | ---------- |
| 1. | 「パプリカ Music Video」   |      |            |
| 2. | 「パプリカ Teacher Video」 |      |            |
| 3. | 「パプリカ Music Video 2」 |      |            |

### 参加ミュージシャン
- 米津玄師：Guitar & Chorus (全曲)
- 厚海義朗：Bass (全曲)
- 堀正輝：Drums (全曲)

## プロモーション
リリースに先立ち、2018年7月24日に放送されたNHKの特番『内村五輪宣言! 〜TOKYO 2020開幕 2年前スペシャル〜』において、Foorinと2020年東京オリンピック・東京パラリンピックの公式マスコットキャラクターであるミライトワとソメイティの共演により初披露された。また、7月19日にはYouTubeにてダンスミュージックビデオが、8月10日には世界観ミュージックビデオと称したドラマ仕立ての映像が公開された。
2018年8月にはNHKの『みんなのうた』で2018年8-9月の曲として同期間に放送、映像はFoorinのダンスによる「ダンスVer.」と、2020年東京オリンピックマスコットのミライトワとソメイティが登場する「マスコットVer.」がある。「パプリカ Foorinバージョン」として2019年8月-9月の曲として同期間に再放送された。
2018年より各都道府県で「みんなでパプリカダンスを一緒に踊ろう！」というコンセプトのイベントを開催している。
2019年4月1日からは、NHK Eテレにて『〈NHK〉2020応援ソングプロジェクト「パプリカ」』と題し、毎週月曜日から金曜日の午後4時44分より、Eテレ番組の出演者によるコラボレーションバージョンが放送されている。

## パフォーマンス
2018年12月31日に放送された『第69回NHK紅白歌合戦』の「夢のキッズショー〜平成、その先へ〜」コーナーにてFoorinと『おかあさんといっしょ』、『いないいないばあっ!』、松田聖子、King & Prince、SexyZone、AKB48、乃木坂46、欅坂46らのメンバーによりコーナー最終楽曲として披露され話題となった。
2019年12月31日に放送された『第70回NHK紅白歌合戦』にFoorinが紅組から正式枠で出場し、全編英語詞の「Paprika Foorin team E version」を歌う「Foorin team E」との共演により、「パプリカ -紅白スペシャルバージョン-」として披露された。

## 称賛・栄誉
2019年12月30日に開催された「第61回日本レコード大賞」において日本レコード大賞を受賞した。2019年11月18日にノミネート作品が発表され、優秀作品賞にノミネートされ、日本レコード大賞のノミネート作品となる優秀作品賞を受賞。同年12月30日に放送された『輝く!第61回日本レコード大賞』（TBSテレビ・ラジオ）で中継された「第61回日本レコード大賞」において日本レコード大賞を受賞、歌唱したFoorinは史上最年少での同賞受賞者となった。

### 受賞歴
- MTV Video Music Awards Japan 2019 特別賞「MTV Breakthrough Song」[23][24]
- 第61回日本レコード大賞[10]
- NexTone Award 2021 Silver Medal

## 米津玄師バージョン
「パプリカ 米津玄師バージョン」と題して米津がセルフカバーし、NHK総合テレビ『みんなのうた』にて2019年の「8-9月のうた」に採用され8月1日から放送、2020年の「2月-3月のうた」として再放送。また、2020年2月3日に配信リリース。
映画『海獣の子供』の主題歌「海の幽霊」のオーケストラ編曲を手掛けた坂東祐大が、「馬と鹿」に続き本作の編曲を米津との共作で手掛けている。また、演奏者として杵屋勝国悠（三味線）と多久潤一朗（笛）の二名がクレジットされている。
Foorin「パプリカ」 のシングルジャケットを手がけた加藤隆が映像を担当したミュージックビデオが2019年8月9日より公開され、公開より4日と9時間で1,000万回を超える再生回数を記録している。2020年6月14日に1億回再生を記録した。
2020年2月1日より開催されるアリーナツアー『米津玄師 2020 TOUR / HYPE』の開幕に合わせ、同年2月3日に米津玄師のセルフカバーバージョンが配信され、同年8月5日に発売のアルバム『STRAY SHEEP』にも収録された。
日本レコード協会からは、2020年2月度にゴールド認定、2020年11月度にプラチナ認定を受けた。
2024年8月・9月には「パプリカ 特別再放送」として、本曲が「パプリカ ぼんおどり」と共に本放送枠で再放送された（本放送枠での再放送は1997年に「ごっつおさま」の代替で「わたしのふるさと」が放送されて以来27年ぶり）。

## Foorin team E バージョン
「Paprika Foorin team E version」と題して、英語ネイティブの子どもたち5人により結成された「Foorin team E」（フーリン・チームイー）が歌う全編英語詞バージョンが、NHK総合テレビ『みんなのうた』にて「2019年12月-2020年1月の曲」として2019年12月1日より放送、12月2日にデジタル配信で、2020年1月22日にCDシングルでリリースされた。
「国境を越えて『パプリカ』で世界中のみんなと繋がってひとつになる」をテーマに、「日本のこども達から、世界のこども達へ、大きな輪をひろげていきたい」と世界への輪の拡大を意図して制作された。歌詞の英訳はネルソン・バビンコイが担当し、原曲の旋律を崩すことなく、原詞にできるかぎり忠実に、韻を踏みつつ翻訳を行っている。また、メンバーオーディションおよびレコーディング監修にも携わっている。
2019年11月19日に東京・NHKホールで開催された「ABUソングフェスティバル in TOKYO」で初披露。同年12月2日にミュージックビデオが公開され、公開から5日間で180万回を超える再生回数を記録した。同年12月31日の『第70回NHK紅白歌合戦』でもFoorinによる「パプリカ」とともに披露された。
2020年1月22日のCDリリースにあわせて新たなミュージックビデオ「Paprika（world video）」が公開、Foorin Team Eに加えてフランス、ギリシャ、シンガポール、オーストラリア、南アフリカ、アメリカ、ブラジルなど全27か国29都市の子供たちが各地の名所で「パプリカダンス」を踊る映像が収められている。

### Foorin team E
オーディションによって選出された6歳から12歳の英語ネイティブの子どもたち5人により結成された。ユニット名の「team E」（チームイー）はEnglish nativeチームの意である。
Foorinのパプリカを、英語で歌う。
2021年9月27日に解散した。

#### メンバー（Foorin team E）
- Jasmine（ジャスミン、15歳） - メインボーカル
- Corban（コールバン、13歳） - メインボーカル
- Len（レン、17歳） - コーラス&ダンス
- Evangeline（エヴァンジェリン、17歳） - コーラス&ダンス
- Clara（クララ、11歳） - コーラス&ダンス

### リリース（Foorin team E バージョン）
2019年12月2日に全世界に向けてデジタル配信リリースを開始、2020年1月22日にCDシングルが国内発売された。初回盤は7インチの紙ジャケットはFoorin「パプリカ」ジャケットを手掛けた加藤隆が担当し、ポスターサイズの歌詞カード、ミュージックビデオを収録したDVD、折り紙を同梱する。
Foorin「パプリカ」と同様に、本作における米津の印税は全額が日本スポーツ振興センター内の「スポーツ振興基金」へ寄付され、次世代アスリートの育成に用いられる。

## Foorin 楽団バージョン
「パプリカ Foorin 楽団バージョン」と題して、「Foorin」メンバー5人と病気や障害を持つ子たち10人により結成されたバンド「Foorin楽団」が演奏するバージョンが、NHK総合テレビ『みんなのうた』にて「2019年12月 - 2020年1月の曲」として2019年12月1日より放送されている。
歌やダンスに加え、ドラム、ピアノ、ガラクタ楽器、手歌、ボディパーカッションなどメンバーそれぞれが好きなこと、得意なことで演奏に参加し、さまざまな音楽表現を織り交ぜた新たな形の「パプリカ」となる。通常は接点が少ない異なる病気・障害を持つ子どもたちがFoorinメンバーたちと一緒に「ごちゃまぜ」となって「パプリカ」を合奏することで、「共生社会」へ向けた試みの一つと位置づけられている。
2019年11月8日開催の「第46回日本賞」授賞式で初披露された。
2021年9月27日解散した。

### メンバー
「*」が併記されたメンバーはFoorinのメンバーでもある。
- もえの* - 手話
- みさき - 手話
- ひゅうが* - タップダンス
- ひびき - ドラム
- りりこ* - ダンス
- わか - ダンス
- しんのすけ - ダンス
- ちほ - ダンス
- まほ - ダンス
- たける* - ガラクタ楽器
- そうや - ガラクタ楽器
- しゅうじ - ガラクタ楽器
- ののか - ガラクタ楽器
- ちせ* - ピアノ
- こうせい - ピアノ

### 関連番組
製作過程を3か月にわたって記録したメイキング映像が、1話5分のミニドキュメント番組としてNHK Eテレで2019年12月23日から12月27日に放送されている。
現在はNHK_for_schoolで配信している。
- 〈NHK〉2020応援ソング「パプリカ〜Foorin楽団」
  - #1「ひゅうが×ひびき」（2019年12月23日 9:05 - 9:10）
  - #2「もえの×みさき」（2019年12月24日 9:00 - 9:05）
  - #3「たける×そうや」（2019年12月25日 9:00 - 9:05）
  - #4「りりこ×わか」（2019年12月26日 9:00 - 9:05）
  - #5「ちせ×こうせい」（2019年12月27日 9:00 - 9:05）

## その他のバージョン
- パプリカ 『上白石萌歌』バージョン（2018年11月5日動画公開、編曲：菅野よう子、歌：上白石萌歌）[66][67]
- パプリカ 『ショートムービー』バージョン（2019年3月29日動画公開、『みんなのうた』2019年4月 - 5月、うた：上白石萌歌、出演：ハルカ〈演：芋生悠〉、シロウ〈演：荒井志郎〉、ヒュウガ〈演：ひゅうが/Foorin〉、映像：菱川勢一） - コンセプトムービー
  - NHK2020応援ソング 短編映画「七転び八起きのピースサイン」 - 上記完全版
- “パプリカ”をおどろう!（『みんなのうた』2019年4月 - 5月）
- “パプリカ”Nコン合唱バージョン（『みんなのうた』2019年6月 - 7月、うた：日野市立七生緑小学校・港区立白金小学校、Foorin、合唱編曲：加藤昌則
- 全国で“パプリカ” - 全国各地のイベントでのパフォーマンスと周辺の名所でのダンス映像を編集したバージョン
  - 中国地方・広島県バージョン（『みんなのうた』2019年6月 - 7月 2019年5月4日広島放送局「パプリカをおどろう！」）
  - 東北地方・福島県バージョン（『みんなのうた』2019年6月 - 7月 2019年6月23日福島放送局「NHK公開復興サポート 明日へin相馬」）
  - 北海道バージョン（『みんなのうた』2019年12月 - 2020年1月 2019年8月ロケ撮影 なお全国でパプリカ映像には収録されていないものの8月7日札幌ドームでの北海道日本ハムファイターズ対オリックスバファローズ戦にFoorinメンバーが出演。）
  - 九州沖縄地方・大分県バージョン（『みんなのうた』2020年2月 - 3月 2019年10月27日大分放送局「NHKパラスポ広場in大分」）
  - 東海北陸地方・愛知県バージョン（『みんなのうた』2020年2月 - 3月 2019年11月4日名古屋放送局「Foorinと「パプリカ」をおどろう！〜みんなのグローバル「パプリカ」〜」イベント時）
- “パプリカ”みんなのダンス バージョン - 視聴者の投稿動画を編集したバージョン
  - バージョンI（『みんなのうた』2019年6月 - 7月）
  - バージョンII（『みんなのうた』2019年6月 - 7月）
  - バージョンIII（『みんなのうた』2019年8月 - 9月）
  - バージョンIV（『みんなのうた』2019年8月 - 9月）
  - バージョンV（『みんなのうた』2019年10月 - 11月）
  - バージョンVI（『みんなのうた』2019年10月 - 11月）
  - バージョンVII（『みんなのうた』2019年12月 - 2020年1月）
- パプリカ 手話バージョン（『みんなのうた』2019年8月 - 9月） - 東京都立立川ろう学校専攻科の生徒を中心に考案された、手話とダンスを組み合わせた振付によるバージョン
- パプリカ 吹奏楽バージョン（『みんなのうた』2019年10月 - 11月） - Foorinと伊奈学園吹奏楽部によるバージョン
- Eテレシャキーン!内で小宮山雄飛の編曲で放送された[68]。
- Eテレシャキーン!内で2020年1月6日ザ・ぶどうかんずの編曲で放送された[69]。
- パプリカ ABUバージョン（『みんなのうた』2020年4月 - 2020年5月） - 「ABUテレビソングフェスティバル2019」出演時の映像。

## その他の使用例

### 選抜高等学校野球大会入場行進曲
2020年3月19日より開催予定であった第92回選抜高等学校野球大会の入場行進曲に採用され、同年1月28日には酒井格の編曲、新通英洋の指揮、Osaka Shion Wind Orchestraの演奏による行進曲の録音が行われた。冒頭ではFoorinが歌う時のように明るく軽やかに、中間部では米津が歌う時のように少し大人の雰囲気でしっとりと編曲したものとされたが、新型コロナウイルス感染症（COVID-19）の世界的流行の影響により開会式、後に大会自体が中止されることが決定し、大会入場行進曲としては陽の目を見ることはなかった。
翌2021年の第93回大会でも、「（中止となった）前回大会と同じ曲を採用することで、すべての高校野球ファンに『復活』というメッセージを伝えたい」という日本高野連の意向により戦後初の2年連続同一行進曲として採用され、同年2月2日には前年同様、Osaka Shion Wind Orchestraの演奏による録音が行われた。調が改められたほか、拍子も4/4拍子から6/8拍子に変更しており、前年のものよりも軽やかな印象に仕上がっている。

### 接近メロディ
京浜急行電鉄が2020年に開業10周年を迎える空港線羽田空港第3ターミナル駅の新しい接近メロディに使用する楽曲の募集を同年9月に行った結果、「英語版も制作され、世界でも広く知られている楽曲である」として本曲が採用され、同年11月21日から使用されている。編曲は塩塚博が手掛けた。
2021年3月19日から4月1日までは、前述の第93回選抜高等学校野球大会の開催に合わせて、大会が行われる阪神甲子園球場の最寄り駅である阪神電気鉄道甲子園駅でも接近メロディとして使用されていた。編曲は向谷実が手掛けた。

### 教科書への採用
2022年度より使用される高校の「書道Ⅰ」の教科書（東京書籍より刊行）にて、漢字仮名交じり書の題材としてパプリカのサビ部分の歌詞が取り上げられた。

## カバー
以下のカバー音源が発売されている。
- NHK東京児童合唱団（日本クラウン版カバー音源。2019年1月9日発売のオムニバス盤『こどものうたコレ〜歌って、遊ぼう〜』に収録）
- スマイルキッズ（キングレコード版カバー音源。2019年1月9日発売のオムニバス盤『こころの応援歌〜合唱版 ダイナミック琉球・パプリカ・YELL〜』収録）
- コロムビア・オーケストラ（日本コロムビア版カバー音源。2019年3月20日発売のアルバム『アニメ&キッズ・ヒット・マーチ〜騎士竜戦隊リュウソウジャー/ホーキー・ポーキー〜』に収録）
- Osaka Shion Wind Orchestra（選抜高等学校野球大会入場行進曲のために録音された音源。第92回大会のものと、アレンジの異なる第93回大会のものが存在する。CDは毎日新聞社からの通信販売にて発売[80][81]）

## テレビ番組
『〈NHK〉2020応援ソングプロジェクト「パプリカ」』と題し、NHK Eテレにて2019年4月1日（土曜日は2020年4月4日）から月曜から木曜（金曜のみ「からだ☆ダンダン」、「オハヨッシャ！」隔週）の16時44分から16時45分と土曜の9時29分から9時30分と17時34分から17時35分に放送されている。
FoorinやNHK Eテレの番組に登場する人気キャラクター・出演者たちが、「パプリカ」を歌い踊る1分番組。